# 유석 (1094년)

유석(劉碩, 1094년 ∼ 1155년)은 고려 중기의 문신이다. 본관은 거창 전중내급사(殿中內給事)를 지낸 유한영(劉漢英)의 손자이며, 아버지는 사재주부(司宰主簿)를 지냈다.
성품은 온량공검(溫良恭儉)하였으며 학문을 좋아하였다. 7, 8세부터 글을 알았으며 자라서는 육경(六經) 및 제자백가에 통달하였다. 과거에 급제하여 초임으로 양온승(良醞丞)으로서 함종 현위(咸從縣尉)에 임명되었다. 유능하여 정치적 업적이 많았다는 평을 들었다. 기한이 차자 시합문지후 전중내급사 상의주부(試閤門祗候殿中內給事尙衣注簿)·상서예부원외랑 기거랑(尙書禮部員外郎起居郎) 등의 내관직(內官職)을 역임하였다.
1146년 의종이 즉위하자 내시직에 들어가 장주사(掌奏事)를 맡았다. 1147년(의종 1)부터 상서예부낭중(尙書禮部郎中)·추밀원우부승선 지병부사(樞密院右副承宣知兵部事)·추밀원지주사 사재경(樞密院知奏事司宰卿)·대사성(國子監大司成) 및 산기상시 보문각학사(散騎常侍寶文閣學士) 등을 역임하였다.